# Dyskografia OneRepublic
Artykuł przedstawia całkowitą dyskografię amerykańskiego zespołu poprockowego OneRepublic. Grupa muzyczna w sumie wydała sześc albumów studyjnych, jeden album koncertowy, czterdzieści trzy single oraz trzydzieści sześć teledysków we współpracy z wytwórnią Mosley Music Group/Interscope Records.
Zespół po raz pierwszy zyskał komercyjny sukces kiedy remiks ich debiutanckiego singla, „Apologize” wykonany przez amerykańskiego producenta Timbalanda został oficjalnie wydany w 2007 roku. Utwór dotarł do 1. miejsca w szesnastu krajach świata. Od momentu wydania singel nabyto w ilości 6 milionów egzemplarzy w rodzimym kraju grupy. Debiutancki album studyjny OneRepublic, Dreaming Out Loud wydany został 20 listopada 2007 roku. Album dotarł do 14. pozycji amerykańskiego notowania Billboard 200 oraz został odznaczony certyfikatem złotej płyty przyznanym przez RIAA. Ponadto album pokrył się platyną w Wielkiej Brytanii, Niemczech i Austrii. Drugi album studyjny grupy, Waking Up został wydany 17 listopada 2009 roku. Album dotarł do 21. pozycji notowania Billboard 200 i odznaczony został certyfikatem platynowej płyty w Niemczech i w Austrii oraz złotej płyty w Stanach Zjednoczonych. Album promowały cztery single, „All the Right Moves”, „Secrets”, „Marchin On” oraz „Good Life”, które zyskały komercyjny sukces w rodzimym kraju zespołu oraz w krajach niemieckojęzycznych, ugruntowując pozycję zespołu na tamtejszych rynkach muzycznych.
Trzeci album studyjny grupy, Native ukazał się 22 marca 2013 i dotarł do 4. miejsca notowania Billboard 200. Album uzyskał status platynowej płyty w Stanach Zjednoczonych, Kanadzie, Australii, Szwecji, Niemczech, Austrii oraz Wielkiej Brytanii. Został również odznaczony certyfikatem potrójnej platynowej płyty w Polsce. Drugi singel z albumu, „If I Lose Myself” zremiksowany przez szwedzkiego DJ-a Alesso odniósł sukces w Szwecji, Austrii, Polsce i Wielkiej Brytanii, zajmując wysokie pozycje w oficjalnych notowaniach. Jednak największym sukcesem z płyty okazał się kolejny singel „Counting Stars”, który osiągnął pozycje w Top 5 na oficjalnych notowaniach najlepiej sprzedających się singli w ponad dwudziestu krajach świata. W Wielkiej Brytanii singel dotarł do 1. miejsca, co jest najwyższą pozycją singla zespołu w tym kraju, a w USA utwór dotarł do 2. miejsca na liście Billboard Hot 100, powtarzając tym samym sukces pierwszego singla zespołu „Apologize”. 14 kwietnia 2014 zespół wydał reedycję albumu Native, którą promwał singel „Love Runs Out”, osiągnął on pozycje w Top 5 na oficjalnych listach w Niemczech, Austrii, Szwajcarii, Kanadzie i Wielkiej Brytanii.
7 października 2016 roku zespół wydał czwarty album zatytułowany Oh My My. Album dotarł do 3.  miejsca listy Billboard 200, a także zajął wysokie pozycje na listach w Kanadzie, Szwajcarii, Irlandii czy Nowej Zelandii. Singel promujący płytę, „Wherever I Go” dotarł do 55. miejsca  na liście Billboard Hot 100, ciesząc się większą popularnością w Wielkiej Brytanii i we Włoszech. Kolejne single „Kids” oraz „Let’s Hurt Tonight” cieszyły się popularnością głównie we Włoszech zdobywając certyfikaty kolejno platynowej i podwójnie platynowej płyty. W maju 2019 roku ukazał się singel „Rescue Me” zapowiadający piąty album studyjny grupy, Human, który miał premierę 27 sierpnia 2021 roku. Singel pokrył się potrójną platyną w Australii i platyną w kilku krajach świata, m.in. w USA, Włoszech, Austrii, a także w Polsce. Dużą popularnością cieszyły się single „Lose Somebody” nagrany wspólnie z Kygo oraz singel, „Run” osiągając wysokie pozycje na światowych listach przebojów.
13 maja 2022 ukazał się singel „I Ain’t Worried” będący częścią ścieżki dźwiękowej do filmu Top Gun: Maverick. Piosenka zyskała dużą popularność, docierając do szóstego miejsca na Bilboard Hot 100 oraz znalazła się w Top 5 w wielu krajach świata, m.in. w Belgii, Nowej Zelandii, Australii, Kanadzie, Wielkiej Brytanii, Irlandii, Holandii, Singapurze oraz w Polsce. W Szwajcarii singel dotarł do miejsca szóstego i spędził 108 tygodni na tamtejszej liście Singles Top 100, najdłużej ze wszystkich singli zespołu. 5 kwietnia 2024 roku we współpracy z Davidem Guettą ukazał się singel „I Don’t Wanna Wait”, który stał się jednym z największych przebojów lata. Oba single znalazły się na szóstym albumie studyjnym zespołu, Artificial Paradise, który miał premierę 12 lipca 2024 roku .

## Albumy

### Albumy studyjne
| Rok                                                 | Informacje dot. albumu | Najwyższe pozycje na listach | Najwyższe pozycje na listach | Najwyższe pozycje na listach | Najwyższe pozycje na listach | Najwyższe pozycje na listach | Najwyższe pozycje na listach | Najwyższe pozycje na listach | Najwyższe pozycje na listach | Najwyższe pozycje na listach | Najwyższe pozycje na listach | Najwyższe pozycje na listach | Najwyższe pozycje na listach | Certyfikaty |
| Rok                                                 | Informacje dot. albumu | US                           | AUS                          | AUT                          | CAN                          | GER                          | IRL                          | ITA                          | NZ                           | POL                          | SWE                          | SWI                          | UK                           | Certyfikaty |
| --------------------------------------------------- | --- | ---------------------------- | ---------------------------- | ---------------------------- | ---------------------------- | ---------------------------- | ---------------------------- | ---------------------------- | ---------------------------- | ---------------------------- | ---------------------------- | ---------------------------- | ---------------------------- | --- |
| 2007                                                | Dreaming Out Loud - Wydany: 20 listopada 2007 - Wytwórnia: Mosley Music Group, Interscope Records - Format: CD, LP, digital download | 14                           | 4                            | 14                           | 7                            | 7                            | 4                            | 29                           | 3                            | 32                           | 49                           | 8                            | 2                            | - US: złota płyta - AUS: złota płyta - AUT: platynowa płyta - CAN: złota płyta - GER: platynowa płyta - IRL: platynowa płyta - NZ: 2× platynowa płyta - SWI: złota płyta - UK: platynowa płyta                                                                     |
| 2009                                                | Waking Up - Wydany: 17 listopada 2009 - Wytwórnia: Mosley Music Group, Interscope Records - Format: CD, LP, digital download         | 21                           | –                            | 28                           | –                            | 19                           | 29                           | 77                           | –                            | 22                           | –                            | 14                           | 29                           | - US: złota płyta - AUT: platynowa płyta - GER: platynowa płyta - NZ: platynowa płyta - UK: srebrna płyta |
| 2013                                                | Native - Wydany: 22 marca 2013 - Wytwórnia: Mosley Music Group, Interscope Records - Format: CD, LP, digital download                | 4                            | 8                            | 5                            | 12                           | 4                            | 12                           | 31                           | 12                           | 26                           | 16                           | 4                            | 9                            | - US: platynowa płyta - AUS: platynowa płyta - AUT: platynowa płyta - CAN: 3× platynowa płyta - GER: platynowa płyta - ITA: platynowa płyta - NZ: 4× platynowa płyta - POL: 3× platynowa płyta - SWE: platynowa plyta - SWI: platynowa płyta - UK: platynowa płyta |
| 2016                                                | Oh My My - Wydany: 7 października 2016 - Wytwórnia: Mosley Music Group, Interscope Records - Format: CD, LP, digital download        | 3                            | 8                            | 8                            | 4                            | 6                            | 5                            | 9                            | 5                            | 18                           | 25                           | 3                            | 6                            | - ITA: złota płyta - NZ: złota płyta - POL: złota płyta - UK: srebrna płyta |
| 2021                                                | Human - Wydany: 27 sierpnia 2021 - Wytwórnia: Mosley Music Group, Interscope - Format: CD, LP, digital download                      | 11                           | 10                           | 7                            | 12                           | 8                            | 83                           | 15                           | 14                           | 31                           | 54                           | 3                            | 30                           | - ITA: złota płyta - NZ: złota płyta - POL: złota płyta - SWI: platynowa płyta |
| 2024                                                | Artificial Paradise - Wydany: 12 lipca 2024 - Wytwórnia: Mosley Music Group, Interscope Records - Format: CD, LP, digital download   | 50                           | 61                           | 8                            | 24                           | 23                           | 90                           | 36                           | 25                           | 35                           | –                            | 8                            | 46                           | - CAN: 2× platynowa płyta |
| „–” album nie był notowany, bądź nie został wydany. | |                              |                              |                              |                              |                              |                              |                              |                              |                              |                              |                              |                              | |

### Albumy koncertowe
| Rok  | Album               | Informacje                                                                                      |
| ---- | ------------------- | ----------------------------------------------------------------------------------------------- |
| 2022 | One Night in Malibu | - Wydany: 4 lutego 2022 - Wytwórnia: Mosley Music/Interscope Records - Format: digital download |

### Minialbumy
| 2008                                               | Stop and Stare – EP - Wydany: 12 lutego 2008 - Wytwórnia: Mosley Music/Interscope Records - Format: Digital download                   | –   |                        |
| 2008                                               | Live Session (iTunes Exclusive) - Wydany: 28 października 2008 - Wytwórnia: Mosley Music/Interscope Records - Format: Digital download | –   |                        |
| 2010                                               | Live from Dortmund - Wydany: 6 lipca 2010 - Wytwórnia: Mosley Music/Interscope Records - Format: Digital download                      | –   |                        |
| 2010                                               | Live from Zurich - Wydany: 5 października 2010 - Wytwórnia: Mosley Music/Interscope Records - Format: Digital download                 | –   |                        |
| 2014                                               | iTunes Session - Wydany: 22 lipca 2014 - Wytwórnia: Mosley Music/Interscope Records - Format: Digital download                         | 117 |                        |
| 2021                                               | Sunshine. The EP - Wydany: 31 grudnia 2021 - Wytwórnia: Mosley Music/Interscope Records - Format: Digital download                     | –   | - AUS: platynowa płyta |
| 2023                                               | I Ain’t Worried (Versions) - Wydany: 12 maja 2023 - Wytwórnia: Mosley Music/Interscope Records - Format: Digital download              | –   |                        |
| „–” oznacza, że album nie był notowany lub wydany. | |     |                        |

## Single
| Rok                                                  | Tytuł                                                                        | Najwyższe pozycje na listach | Najwyższe pozycje na listach | Najwyższe pozycje na listach | Najwyższe pozycje na listach | Najwyższe pozycje na listach | Najwyższe pozycje na listach | Najwyższe pozycje na listach | Najwyższe pozycje na listach | Najwyższe pozycje na listach | Najwyższe pozycje na listach | Najwyższe pozycje na listach | Najwyższe pozycje na listach | Certyfikaty | Album                                                        |
| Rok                                                  | Tytuł                                                                        | US                           | AUS                          | AUT                          | CAN                          | GER                          | IRL                          | ITA                          | NZ                           | POL                          | SWE                          | SWI                          | UK                           | Certyfikaty | Album                                                        |
| ---------------------------------------------------- | ---------------------------------------------------------------------------- | ---------------------------- | ---------------------------- | ---------------------------- | ---------------------------- | ---------------------------- | ---------------------------- | ---------------------------- | ---------------------------- | ---------------------------- | ---------------------------- | ---------------------------- | ---------------------------- | --- | ------------------------------------------------------------ |
| 2007                                                 | „Apologize” (Timbaland presents OneRepublic)                                 | 2                            | 1                            | 1                            | 1                            | 1                            | 2                            | 1                            | 1                            | 1                            | 1                            | 1                            | 3                            | - US: 4× platynowa płyta - AUS: 8× platynowa płyta - AUT: 2× platynowa płyta - CAN: 5× platynowa płyta - GER: 2× platynowa płyta - ITA: 2× platynowa płyta - NZ: 3× platynowa płyta - SWE: 2× platynowa płyta - SWI: 3× platynowa płyta - UK: 3× platynowa płyta           | Dreaming Out Loud                                            |
| 2008                                                 | „Stop and Stare”                                                             | 12                           | 11                           | 5                            | 16                           | 6                            | 5                            | 13                           | 11                           | 2                            | 10                           | 8                            | 4                            | - US: 2× platynowa płyta - AUS: 2× platynowa płyta - GER: złota płyta - UK: złota płyta | Dreaming Out Loud                                            |
| 2008                                                 | „Say (All I Need)”                                                           | –                            | –                            | –                            | 75                           | 41                           | 48                           | –                            | –                            | –                            | –                            | –                            | 51                           | | Dreaming Out Loud                                            |
| 2008                                                 | „Mercy”                                                                      | –                            | –                            | –                            | –                            | –                            | –                            | –                            | –                            | –                            | –                            | –                            | –                            | | Dreaming Out Loud                                            |
| 2009                                                 | „Come Home” (feat. Sara Bareilles)                                           | 80                           | –                            | –                            | –                            | –                            | –                            | –                            | –                            | –                            | –                            | –                            | –                            | | Dreaming Out Loud                                            |
| 2009                                                 | „All the Right Moves”                                                        | 18                           | –                            | 9                            | 27                           | 14                           | 5                            | 26                           | 8                            | –                            | 18                           | 2                            | 26                           | - US: 2× platynowa płyta - AUS: złota płyta - AUT: złota płyta - CAN: platynowa płyta - GER: złota płyta - NZ: złota płyta - SWI: złota płyta - UK: srebrna płyta | Waking Up                                                    |
| 2009                                                 | „Secrets”                                                                    | 21                           | 93                           | 4                            | 32                           | 3                            | 77                           | 77                           | 27                           | 1                            | –                            | 19                           | 77                           | - US: 2× platynowa płyta - AUS: 2× platynowa płyta - AUT: platynowa płyta - GER: 3× złota płyta - ITA: złota płyta - NZ: 2× platynowa płyta - UK: złota płyta | Waking Up                                                    |
| 2010                                                 | „Marchin On”                                                                 | –                            | –                            | 7                            | –                            | 6                            | –                            | –                            | 23                           | –                            | –                            | 37                           | –                            | - AUT: złota płyta - GER: złota płyta | Waking Up                                                    |
| 2010                                                 | „Good Life”                                                                  | 8                            | 62                           | 9                            | 5                            | 18                           | 41                           | 47                           | 22                           | –                            | 41                           | 14                           | –                            | - US: 3× platynowa płyta - AUS: 2× platynowa płyta - AUT: platynowa płyta - GER: złota plyta - ITA: złota płyta - NZ: 2× platynowa płyta | Waking Up                                                    |
| 2011                                                 | „Christmas Without You”                                                      | –                            | –                            | 74                           | –                            | –                            | –                            | –                            | –                            | –                            | –                            | –                            | –                            | – |                                                              |
| 2012                                                 | „Feel Again”                                                                 | 36                           | –                            | 19                           | 59                           | 9                            | –                            | –                            | –                            | –                            | –                            | 34                           | –                            | - US: złota płyta - AUS: złota płyta - CAN: złota płyta - GER: złota płyta | Native                                                       |
| 2013                                                 | „If I Lose Myself” (oryginalna wersja i remiks utworu wykonany przez Alesso) | 74                           | 14                           | 5                            | 41                           | 6                            | 14                           | 41                           | 18                           | 5                            | 4                            | 9                            | 8                            | - US: 2× platynowa płyta - AUS: 3× platynowa płyta - AUT: platynowa płyta - GER: platynowa płyta - CAN: złota płyta - ITA: platynowa płyta - NZ: platynowa płyta - SWE: 4× platynowa płyta - SWI: złota płyta - UK: platynowa płyta                                        | Native                                                       |
| 2013                                                 | „Counting Stars”                                                             | 2                            | 2                            | 4                            | 1                            | 3                            | 2                            | 8                            | 2                            | 1                            | 6                            | 9                            | 1                            | - US: diamentowa płyta - AUS: 17× platynowa płyta - AUT: 4× platynowa płyta - CAN: diamentowa płyta - GER: diamentowa płyta - ITA: 5× platynowa płyta - NZ: 7× platynowa płyta - SWE: 5× platynowa płyta - SWI: platynowa płyta - UK: 6× platynowa płyta                   | Native                                                       |
| 2013                                                 | „Something I Need”                                                           | –                            | 6                            | 5                            | –                            | 74                           | –                            | –                            | 4                            | 1                            | –                            | 21                           | 78                           | - AUS: 5× platynowa płyta - NZ: 2× platynowa płyta | Native                                                       |
| 2014                                                 | „Love Runs Out”                                                              | 15                           | 22                           | 3                            | 4                            | 3                            | 14                           | 17                           | 20                           | 5                            | 31                           | 3                            | 3                            | - AUS: 2× platynowa płyta - AUT: platynowa płyta - CAN: platynowa płyta - GER: platynowa płyta - ITA: platynowa płyta - NZ: platynowa płyta - SWE: platynowa płyta - SWI: platynowa płyta - UK: złota płyta                                                                | Native                                                       |
| 2014                                                 | „I Lived”                                                                    | 32                           | –                            | 48                           | 32                           | 61                           | 44                           | 18                           | 35                           | 18                           | –                            | –                            | 29                           | - AUS: 2× platynowa płyta - GER: złota płyta - ITA: platynowa płyta - NZ: 2× platynowa płyta - UK: platynowa płyta | Native                                                       |
| 2016                                                 | „Wherever I Go”                                                              | 55                           | 32                           | 29                           | 38                           | 33                           | 39                           | 17                           | 34                           | 22                           | 32                           | 29                           | 29                           | - AUS: platynowa płyta - AUT: złota płyta - CAN: złota płyta - GER: złota płyta - ITA: 2× platynowa płyta - NZ: złota płyta - POL: złota płyta - SWE: platynowa płyta - UK: złota płyta                                                                                    | Oh My My                                                     |
| 2016                                                 | „Kids”                                                                       | 96                           | 72                           | 55                           | –                            | 71                           | 66                           | 70                           | –                            | –                            | 63                           | 45                           | 60                           | - AUS: złota płyta - ITA: platynowa płyta - NZ: złota płyta - UK: srebrna płyta | Oh My My                                                     |
| 2017                                                 | „Let’s Hurt Tonight”                                                         | –                            | –                            | 61                           | –                            | 98                           | –                            | 19                           | –                            | –                            | –                            | 26                           | –                            | - ITA: 2× platynowa płyta | Oh My My                                                     |
| 2017                                                 | „No Vacancy”                                                                 | –                            | –                            | 61                           | 74                           | 52                           | 74                           | 12                           | –                            | –                            | 52                           | 34                           | –                            | - GER: złota płyta - ITA: 3× platynowa płyta - SWE: złota płyta | –                                                            |
| 2017                                                 | „Rich Love” (feat SeeB)                                                      | –                            | 97                           | 58                           | 80                           | 64                           | 43                           | –                            | –                            | 21                           | 10                           | 33                           | 84                           | - AUS: złota płyta - CAN: złota płyta - GER: złota płyta - ITA: złota płyta - NZ: złota płyta - SWE: platynowa płyta | –                                                            |
| 2018                                                 | „Start Again” (feat Logic)/(feat Vegas Jones)                                | –                            | 67                           | 72                           | 94                           | 87                           | 52                           | 35                           | –                            | –                            | –                            | 53                           | –                            | - AUS: złota płyta - ITA: platynowa płyta | 13 Reasons Why: Season 2 (Music from the Original TV Series) |
| 2018                                                 | „Connection”                                                                 | –                            | –                            | –                            | –                            | –                            | 84                           | –                            | –                            | –                            | 81                           | 92                           | –                            | - AUS: złota płyta - NZ: złota płyta - ITA: złota płyta | –                                                            |
| 2019                                                 | „Rescue Me”                                                                  | –                            | 26                           | 17                           | 58                           | 24                           | 23                           | 45                           | 22                           | 27                           | 31                           | 21                           | 52                           | - US: platynowa płyta - AUS: 3× platynowa płyta - AUT: 2 ×platynowa płyta - CAN: złota płyta - GER: złota płyta - ITA: platynowa płyta - NZ: 2× platynowa płyta - POL: platynowa płyta - UK: srebrna płyta                                                                 | Human                                                        |
| 2019                                                 | „Wanted”                                                                     | –                            | 97                           | –                            | –                            | –                            | 75                           | –                            | –                            | –                            | –                            | 37                           | –                            | - AUS: złota płyta | Human                                                        |
| 2020                                                 | „Didn’t I”                                                                   | –                            | –                            | 66                           | –                            | –                            | –                            | –                            | –                            | –                            | 84                           | 38                           | –                            | - AUS: złota płyta | Human                                                        |
| 2020                                                 | „Better Days”                                                                | –                            | –                            | –                            | –                            | –                            | –                            | 38                           | –                            | –                            | –                            | 53                           | –                            | - AUS: złota płyta - NZ: złota płyta - ITA: platynowa płyta | Human                                                        |
| 2020                                                 | „Lose Somebody” (feat. Kygo)                                                 | 88                           | 31                           | 28                           | 45                           | 45                           | 35                           | 5                            | –                            | –                            | 12                           | 20                           | 46                           | - US: platynowa płyta - AUS: platynowa płyta - AUT: platynowa płyta - CAN: 3× platynowa płyta - NZ: platynowa płyta - POL: złota płyta - SWI: złota płyta - UK: srebrna płyta                                                                                              | Human                                                        |
| 2020                                                 | „Wild Life”                                                                  | –                            | –                            | –                            | –                            | –                            | –                            | –                            | –                            | −                            | –                            | –                            | –                            | | Human                                                        |
| 2021                                                 | „Run”                                                                        | –                            | 83                           | 26                           | 56                           | 19                           | 52                           | 31                           | –                            | 7                            | 77                           | 15                           | 90                           | - AUS: 2× platynowa płyta - AUT: platynowa płyta - CAN: 3× platynowa płyta - GER: złota płyta - ITA: 2× platynowa płyta - NZ: platynowa płyta - POL: platynowa płyta - UK: srebrna płyta                                                                                   | Human                                                        |
| 2021                                                 | „Someday”                                                                    | –                            | –                            | –                            | –                            | –                            | –                            | –                            | –                            | –                            | –                            | 78                           | –                            | - AUS: złota płyta - ITA: złota płyta - NZ: złota płyta - POL: złota płyta | Human                                                        |
| 2021                                                 | „Sunshine”                                                                   | –                            | –                            | 36                           | –                            | 65                           | –                            | –                            | –                            | –                            | 72                           | 14                           | –                            | - AUT: platynowa płyta - CAN: 2× platynowa płyta - GER: złota płyta - ITA: złota płyta - NZ: platynowa płyta - POL: złota płyta - SWI: platynowa płyta - UK: srebrna płyta                                                                                                 | Artificial Paradise                                          |
| 2022                                                 | „West Coast”                                                                 | –                            | –                            | –                            | –                            | –                            | –                            | –                            | –                            | –                            | –                            | 65                           | –                            | - AUT: złota płyta - CAN: złota płyta - ITA: złota płyta - SWI: złota płyta | Artificial Paradise                                          |
| 2022                                                 | „I Ain’t Worried”                                                            | 6                            | 2                            | 10                           | 3                            | 19                           | 4                            | 49                           | 1                            | 5                            | 25                           | 6                            | 3                            | - US: 4× platynowa płyta - AUS: 8× platynowa płyta - AUT: platynowa płyta - CAN: 3× platynowa płyta - GER: złota płyta - ITA: 2× platynowa płyta - NZ: 5× platynowa płyta - POL: 4× platynowa płyta - SWE: platynowa płyta - SWI: 2× platynowa płyta - UK: platynowa płyta | Artificial Paradise                                          |
| 2023                                                 | „Runaway”                                                                    | –                            | –                            | –                            | –                            | –                            | –                            | –                            | –                            | 5                            | –                            | –                            | –                            | - POL: złota płyta | Artificial Paradise                                          |
| 2023                                                 | „Mirage” (feat. Mishaal Tamer)                                               | –                            | –                            | –                            | –                            | –                            | –                            | –                            | –                            | −                            | –                            | –                            | –                            | | Artificial Paradise                                          |
| 2023                                                 | „Dear Santa”                                                                 | –                            | –                            | 56                           | 72                           | 42                           | –                            | –                            | –                            | −                            | 75                           | 80                           | –                            | | –                                                            |
| 2024                                                 | „I Don’t Wanna Wait” (oraz David Guetta)                                     | 96                           | 57                           | 9                            | 27                           | 10                           | 18                           | 71                           | –                            | 10                           | 12                           | 7                            | 19                           | - AUS: platynowa płyta - AUT: platynowa płyta - CAN: platynowa płyta - GER: złota płyta - ITA: złota płyta - NZ: złota płyta - POL: platynowa płyta - SWI: złota płyta - UK: platynowa płyta                                                                               | Artificial Paradise                                          |
| 2024                                                 | „Nobody”                                                                     | –                            | –                            | –                            | –                            | –                            | –                            | –                            | –                            | −                            | –                            | –                            | –                            | | Artificial Paradise                                          |
| 2024                                                 | „Fire” (feat. Meduza oraz Leony)                                             | –                            | –                            | 49                           | –                            | 29                           | –                            | –                            | –                            | −                            | –                            | 68                           | –                            | | Artificial Paradise                                          |
| 2024                                                 | „Hurt” (feat. Jelly Roll)                                                    | –                            | –                            | –                            | –                            | –                            | –                            | –                            | –                            | –                            | –                            | –                            | –                            | | Artificial Paradise                                          |
| 2024                                                 | „Sink or Swim”                                                               | –                            | –                            | –                            | –                            | –                            | –                            | –                            | –                            | –                            | –                            | –                            | –                            | | Artificial Paradise                                          |
| 2025                                                 | „Invincible”                                                                 | –                            | –                            | –                            | –                            | –                            | –                            | –                            | –                            | –                            | –                            | –                            | –                            | |                                                              |
| 2025                                                 | „Beautiful Colors”                                                           | –                            | –                            | –                            | –                            | –                            | –                            | –                            | –                            | –                            | –                            | –                            | –                            | |                                                              |
| „–” singel nie był notowany, bądź nie został wydany. |                                                                              |                              |                              |                              |                              |                              |                              |                              |                              |                              |                              |                              |                              | |                                                              |

### Z gościnnym udziałem
| Rok                                                  | Tytuł                                              | Najwyższe pozycje na listach | Najwyższe pozycje na listach | Najwyższe pozycje na listach | Najwyższe pozycje na listach | Najwyższe pozycje na listach | Najwyższe pozycje na listach | Najwyższe pozycje na listach | Najwyższe pozycje na listach | Najwyższe pozycje na listach | Najwyższe pozycje na listach | Najwyższe pozycje na listach | Najwyższe pozycje na listach | Certyfikaty                           | Album        |
| Rok                                                  | Tytuł                                              | US                           | US Dance                     | AUS                          | AUT                          | CAN                          | GER                          | IRL                          | NOR                          | POL                          | SWE                          | SWI                          | UK                           | Certyfikaty                           | Album        |
| ---------------------------------------------------- | -------------------------------------------------- | ---------------------------- | ---------------------------- | ---------------------------- | ---------------------------- | ---------------------------- | ---------------------------- | ---------------------------- | ---------------------------- | ---------------------------- | ---------------------------- | ---------------------------- | ---------------------------- | ------------------------------------- | ------------ |
| 2017                                                 | „Stranger Things” (feat. Kygo)                     | –                            | 13                           | –                            | –                            | –                            | –                            | 92                           | –                            | –                            | 56                           | 48                           | –                            | - CAN: złota płyta                    | Kids in Love |
| 2019                                                 | „Bones” (feat. Galantis)                           | –                            | 17                           | –                            | 58                           | –                            | –                            | –                            | –                            | 54                           | 46                           | 63                           | –                            | - CAN: złota płyta - ITA: złota płyta | Church       |
| 2022                                                 | „You Were Loved” (feat. Gryffin)                   | –                            | 11                           | –                            | –                            | –                            | –                            | –                            | –                            | –                            | –                            | –                            | –                            |                                       | Alive        |
| 2023                                                 | „Ojapiano (Remix)” (feat. Kcee)                    | –                            | −                            | –                            | –                            | –                            | –                            | –                            | –                            | –                            | –                            | –                            | –                            |                                       |              |
| 2025                                                 | „Chasing Paradise” (feat. Kygo)                    | –                            | 6                            | –                            | –                            | –                            | –                            | –                            | −                            | –                            | 48                           | 76                           | –                            |                                       |              |
| 2025                                                 | „Tell Me” (feat. Karan Aujla)                      | –                            | −                            | –                            | –                            | 54                           | 91                           | –                            | −                            | –                            | −                            | −                            | –                            |                                       |              |
| 2025                                                 | „Starlight (The Fame)” (feat. The Supermen Lovers) | –                            | −                            | –                            | –                            | –                            | –                            | –                            | −                            | –                            | −                            | −                            | –                            |                                       |              |
| „–” singel nie był notowany, bądź nie został wydany. |                                                    |                              |                              |                              |                              |                              |                              |                              |                              |                              |                              |                              |                              |                                       |              |

### Single promocyjne
| 2009                                                 | „Everybody Loves Me”                      | – | –  | 61 | Waking Up                              |
| 2013                                                 | „What You Wanted”                         | – | –  | –  | Native                                 |
| 2014                                                 | „Ordinary Human”                          | – | –  | –  | The Giver: Music Collection            |
| 2016                                                 | „Future Looks Good”                       | – | 90 | –  | Oh My My                               |
| 2016                                                 | „A.I.” (feat. Peter Gabriel)              | – | –  | –  | Oh My My                               |
| 2017                                                 | „Born to Race” (dostępny tylko w Chinach) | – | –  | –  | Need for Speed (gra online)            |
| 2017                                                 | „Truth to Power”                          | – | –  | –  | An Inconvenient Sequel: Truth To Power |
| 2019                                                 | „Somebody to Love”                        | – | –  | –  | Human                                  |
| „–” singel nie był notowany, bądź nie został wydany. |                                           |   |    |    |                                        |

### Inne notowane utwory
| Rok  | Tytuł             | Najwyższe pozycje na listach | Najwyższe pozycje na listach | Najwyższe pozycje na listach | Album  |
| Rok  | Tytuł             | US                           | CAN                          | GER                          | Album  |
| ---- | ----------------- | ---------------------------- | ---------------------------- | ---------------------------- | ------ |
| 2013 | „Burning Bridges” | –                            | –                            | 96                           | Native |

## Gościnny wokal
| Piosenka | Rok                          | Artysta                  | Album          |
| -------- | ---------------------------- | ------------------------ | -------------- |
| 2007     | „Apologize (remix)”          | Timbaland, OneRepublic   | Shock Value    |
| 2009     | „Marchin On (Timbo Version)” | Timbaland, OneRepublic   | Shock Value II |
| 2009     | „Lost Then Found”            | Leona Lewis, OneRepublic | Echo           |

## Wideografia

### DVD
| Tytuł                             | Informacje o albumie                                                                |
| --------------------------------- | ----------------------------------------------------------------------------------- |
| OneRepublic: Live in South Africa | - Wydany: 23 lutego 2018 - Wydawca: Eagle Rock Entertainment - Format: DVD, Blu-ray |

### Teledyski
| Rok  | Tytuł                                                 | Reżyser                   |
| ---- | ----------------------------------------------------- | ------------------------- |
| 2007 | „Apologize”                                           | Mark Edwards              |
| 2007 | „Apologize” (Remix) (Timbaland featuring OneRepublic) | Daid Schlussel            |
| 2008 | „Stop and Stare”                                      | Anthony Mandler           |
| 2008 | „Say (All I Need)”                                    | Anthony Mandler           |
| 2008 | „Mercy”                                               | Christopher Sims          |
| 2009 | „All the Right Moves”                                 | Wayne Isham               |
| 2009 | „Secrets”                                             | Christopher Sims          |
| 2010 | „Marchin On”                                          | Christopher Sims          |
| 2011 | „Good Life”                                           | Ethan Lader               |
| 2012 | „Feel Again”                                          | Tim Nackashi              |
| 2013 | „If I Lose Myself”                                    | Michael Muller            |
| 2013 | „Counting Stars”                                      | James Lees                |
| 2013 | „Something I Need”                                    | Cameron Duddy             |
| 2014 | „Love Runs Out”                                       | Sophie Muller             |
| 2014 | „I Lived”                                             | Noble Jones               |
| 2016 | „Wherever I Go”                                       | Joseph Kahn               |
| 2016 | „Kids”                                                | Hal Kirkland              |
| 2016 | „Let’s Hurt Tonight” (Collateral Beauty Version)      | David Frankel             |
| 2017 | „Let’s Hurt Tonight”                                  | David Frankel             |
| 2017 | „Rich Love” (feat SeeB)                               | Isaac Rentz               |
| 2018 | „Start Again” (feat Logic)                            | James Lees                |
| 2018 | „Born to Race”                                        | Joshua Lipton             |
| 2018 | „Connection”                                          | Joe Pront                 |
| 2019 | „Rescue Me”                                           | Christian Lamb            |
| 2019 | „Wanted”                                              | Christian Lamb            |
| 2020 | „Didn’t I”                                            | Christian Lamb            |
| 2020 | „Better Days”                                         | Josh Ricks                |
| 2020 | „Lose Somebody” (feat Kygo)                           | Christian Lamb            |
| 2020 | „Wild Life”                                           | Christian Lamb            |
| 2021 | „Run”                                                 | Tomás Whitmore            |
| 2021 | „Someday”                                             | Miles Cable, Issac Rentz. |
| 2022 | „West Coast”                                          | Tomás Whitmore            |
| 2022 | „I Ain’t Worried”                                     | Issac Rentz               |
| 2023 | „Runaway”                                             | Tomás Whitmore            |
| 2023 | „Mirage”                                              | Tomás Whitmore            |
| 2024 | „I Don’t Wanna Wait” (feat David Guetta)              | Issac Rentz               |
| 2024 | „Fire” (feat Meduza i Leony)                          | Kevin Ferstl              |
| 2024 | „Nobody”                                              |                           |
| 2024 | „Sink or Swim”                                        | Isaac Rentz               |
| 2024 | „Hurt”                                                | Isaac Rentz               |

Uwagi
1. ↑  Utwór „Lose Somebody” znalazł się na albumie Kygo Golden Hour oraz wersji deluxe albumu Human
2. ↑  Utwór „Wild Life” znalazł się na ścieżce dźwiękowej do filmu Clouds i wersji deluxe albumu Human
3. ↑  Utwór „Sunshine” znalazł się ścieżce dźwiękowej do filmu Clifford. Wielki czerwony pies
4. ↑  Utwór „I Ain’t Worried” znalazł się na ścieżce dźwiękowej do filmu Top Gun: Maverick
5. ↑  Utwór „Mirage” promował grę komputerową Assassin’s Creed Mirage
6. 1 2 3  Utwór promował mangę Kaiju No. 8
7. ↑  Utwór „Fire” został oficjalną piosenką na Mistrzostwa Europy w Piłce Nożnej 2024 i został zamieszczony na wersji deluxe albumu Artificial Paradise